# (1699) Honkasalo
(1699) Honkasalo est un astéroïde de la ceinture principale.

## Description
(1699) Honkasalo est un astéroïde de la ceinture principale. Il fut découvert le 26 août 1941 à Turku par Yrjö Väisälä. Il présente une orbite caractérisée par un demi-grand axe de 2,21 UA, une excentricité de 0,17 et une inclinaison de 2,0° par rapport à l'écliptique.

## Nom
L'astéroïde a été nommé en mémoire de Tauno Honkasalo (1912-1975), un disciple de Yrjö Väisälä qui a mesuré les lignes de base standard géodésiques dans divers pays avec le comparateur d'interférence Vaisala.

## Compléments